# Randy Peterson

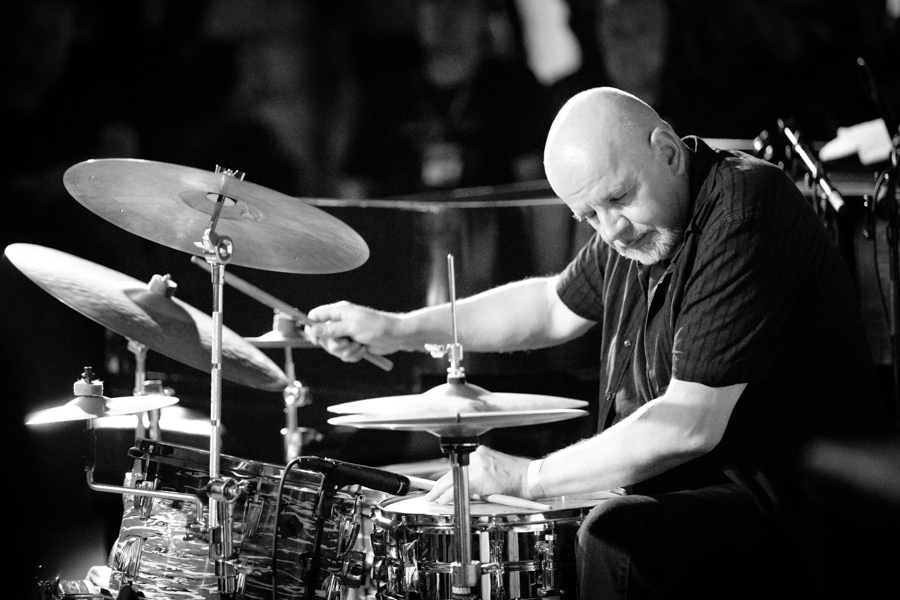
Randy Peterson (2018)
Bild: Tore Sætre

Randy Peterson ist ein US-amerikanischer Schlagzeuger und Perkussionist im Bereich des Jazz und der improvisierten Musik.

## Leben und Wirken
Peterson arbeitete zu Beginn seiner Karriere Anfang der 1990er-Jahre in den Formationen von Joe Maneri und dessen Sohnes Mat Maneri. Ferner spielte Peterson mit Nate McBride, Pandelis Karayorgis, Tony Malaby, Dave Ballou und Michael Formanek. Im Bereich des Jazz war er zwischen 1993 und 2006 an 22 Aufnahmesessions beteiligt. Peterson arbeitet gegenwärtig außerdem mit Terrence McManus, John Hébert und Travis Laplante. Zu hören ist er u. a. auch auf  Mat Maneris Album Ash (2023).

## Diskographische Hinweise
- Joe Maneri: Coming Down the Mountain (HatHut Records, 1993)
- Joe Maneri: The Trio Concerts (Leo, 1997/98)
- Mat Maneri: So What? (hatOLOGY, 1998), mit Matthew Shipp
- Mark O’Leary / Mat Maneri / Randy Peterson: Self-Luminous (Leo Records, 2005)